# Xylotrupes lumawigi
Xylotrupes lumawigi är en skalbaggsart som beskrevs av Silvestre 2002. Xylotrupes lumawigi ingår i släktet Xylotrupes och familjen Dynastidae. Inga underarter finns listade i Catalogue of Life.